# Alba Carmona
Alba Carmona García (Barcelona, 27 de julio de 1984) es una cantante y compositora española formada como intérprete de cante flamenco y cantante de músicas tradicionales. 

## Biografía
Hija de padres malagueños. Por influencia de su madre, aficionada al flamenco, inicia su andadura en el baile flamenco formándose en la Casa de Andalucía de Sardañola del Vallés, donde reside hasta que se traslada a San Fernando (Cádiz) tras su matrimonio con el guitarrista Jesús Guerrero en 2016. Compagina el baile con el aprendizaje del cante flamenco trabajando como corista en varios grupos catalanes y ejerciendo de cantaora para baile en varios tablaos de Barcelona, entre ellos Tarantos y El Carmen. Más tarde, ingresa en la Escuela Superior de Música de Cataluña (Esmuc), con profesores como José Miguel Cerro “El Chiqui de la Línea” y los hermanos Rafael y Juan Manuel Cañizares. Recibe también clases de Juan Ramón Caro, Vicky Romero, Arcángel, Pedro Javier González, Ana Finger, Esperanza Fernández, entre otros.  
Se licencia en 2009 en el Grado Superior de Música como intérprete de cante flamenco, siendo la primera persona en recibir este título. En 2005 fue elegida por la Universidad Pompeu Fabra de Barcelona, para elaborar una síntesis de voz cantada de los ordenadores Yamaha. En el año 2006 grabó Dolça Catalunya, junto a Pedro Javier González para una campaña del Ayuntamiento de Barcelona.
A finales de julio de 2011 se anunció la incorporación de Alba Carmona como nueva vocalista del grupo musical Las Migas, tras la marcha de Sílvia Pérez Cruz. Según algunas críticas, un aire fresco, un toque más canalla y más flamenco a la formación.
En 2013 forma parte de la producción del Taller de Músics i Contrabaix con el CMS Trio (Colina Miralta, Sambeat) y Juan Gómez "Chicuelo", estrenado en MMVV el 15 de septiembre, de 2013. Y también del proyecto Flamenco meets Pansori, mezcla de música coreana y flamenco. Por otro lado es la voz femenina del espectáculo "Flamenco Hoy" de Carlos Saura, dirigido por Chano Domínguez y ha participado en la Flamenco Big Band de Perico Sambeat.
En 2016 realiza una gira con Las Migas por Estados Unidos, Canadá, Jamaica y Cuba. En noviembre de 2016 presentan el nuevo disco del grupo: Vente Conmigo con ella como vocalista.
En febrero de 2018 abandona el grupo Las Migas para emprender su carrera en solitario y a finales de ese mismo año publica su primer disco como solista (noviembre de 2018) con temas de su autoría principalmente, producido por su marido el guitarrista flamenco Jesús Guerrero, con el título de Alba Carmona.

## Premios
- Premio Valor Joven 2011 por la Federación de Entidades Culturales Andaluzas en Cataluña (FECAC).
- Nominada a los Latin Grammy 2017 como mejor álbum de flamenco por el disco “ Vente Conmigo”
- Nominada como “artista revelación flamenca” en los premios Odeón 2022.
- Nominada en los premios de la academia de la música de España por “Cantora” como mejor álbum de música folklórica.

## Discografía y colaboraciones
En solitario:
- Alba Carmona[6]
- Alba Carmona, “Cantora”, 2023

Con Las Migas:
- Las Migas: “Reinas del Matute”, 2010 (colaboración)
- Las Migas: "Nosotras somos", 2012
- Las Migas: "Vente conmigo", 2016

Colaboraciones:
- Chill out con Duende, 2006
- Sam Lardner, Barcelona 2006
- Calima, Azul, 2007
- Javier Galiana & Spice Berberechos, 2007. ”Werther en Nueva York”
- Disco de Bicoco (Macaco), 2008
- Brazilounge Duende (Divucsa), 2008
- 'Ojos de brujo: “Techarí” 2007, "Aocaná" 2009, "Grandes éxitos" 2010
- Ojos de Brujo: "Corriente Vital", 2011
- Carlos Torijano, 2011
- LAB Jazz, 2011
- Carlos Martín: "The Journey", 2013

## Otros trabajos
- Con la Orquesta del Liceo, interpretando el Amor Brujo 2007 (Catedral de Barcelona y Auditorio de Barcelona).
- Con los compositores Phillipe Vallet y Feliu Gasull.
- Con el director y compositor Mauricio Sotelo, Cripta Colònia Güell en el Auditorio de Barcelona 2010 para el X Aniversario del Esmuc.
- Con Amador Rojas en su espectáculo “Calor 2011”